# Юэн (Глостершир)
Юэн — деревня в графстве Глостершир, Англия. Расположена в четырёх милях (6 км) от Сайренсестера, поблизости от Юэна находится исток реки Темзы.

## История
На месте деревни обнаружено древнее поселение VII века и англосаксонское кладбище.
Деревенская церковь имеет старинную дверь в романском (норманском) стиле, башня церкви датируется 1250 годом, шпиль сооружён в 1450 году. В 1872 году церковь была полностью реставрирована.

## Транспорт
аэропорт Кембл.
Железнодорожная линия First Great Western соединяет Юэн (станция Кембл) с Лондоном.

## Известные жители
Жил и 12 мая 1938 года умер Артур Бойкотт — известный английский учёный-биолог и физиолог.